# هدى عزرا
هدى عزرا نونو (بالإنجليزية: Houda Nonoo ؛ 7 سبتمبر/أيلول 1964م) هي ناشطة وسياسية بحرينية من أصل عراقي عضوة سابقة بمجلس الشورى البحريني، شغلت منصب سفيرة البحرين في الولايات المتحدة منذ 2008م حتى 2013م. عُينت بموجب مرسوم لوزير الشؤون الخارجية خالد بن أحمد آل خليفة. تُعد عزرا الشخصية اليهودية الأولى، والسيدة الثالثة، التي تتولى منصب سفير للبحرين. تُعد أيضًا السفيرة اليهودية الأولى لدولة عربية في الشرق الأوسط،، وأول سفيرة سيدة للبحرين في الولايات المتحدة.

## السيرة الذاتية
وُلدت عزرا بالمنامة، في عائلة يهودية تُعد من رواد الأعمال التجارية، والتي تنحدر من العراق. عاشت عزرا لفترة طويلة في المملكة المتحدة، حيث درست في كلية كارميل، مدرسة داخلية يهودية. نالت بكالوريوس في الآداب من جامعة لندن غيلدهول، ونالت ماجيستير في إدارة الأعمال من الجامعة الدولية لأوروبا في واتفورد. تزوجت من سلمان إدفار، يهودي بريطاني، والتي أنجبت منه ولدين، ميناش وعزرا. وبعد وفاة والدها في حادث سيارة، عادت للبحرين لإدارة إحدى شركات بسمة، والتي تعمل في مجال توفير خدمات مكتبية متعددة، بدءًا من تقنية المعلومات إلى خدمات النظافة والحراسة، ومن هنا، صارت عزرا امرأة أعمال ناجحة من بعد وراثة الأعمال التجارية للعائلة.
قبل تعيينها في مجلس الشورى عام 2005، أنشأت وترأست جمعية البحرين لمراقبة حقوق الإنسان المهتمة بقضايا تعزيز حقوق المرأة، ومراقبة أوضاع العمالة الأجنبية. خدمت كعضوة في البرلمان من بعد تعيينها من قبل الملك حمد بن عيسى آل خليفة. كان لتعيينها وقعًا كبيرًا نظرًا لأن عزرا تُعد من ضمن يهود البحرين، الذين يشكلون أقلية في البلاد. تتكون تلك الفئة بالكاد من 37 شخصًا، والذي يُعد أغلبهم أحفادًا لمهاجرين من العراق وإيران. عزرا ليست الأولى من عائلتها التي تدخل في ميدان السياسة، وليست اليهودية الأولى أيضًا. عام 1934، خدم جدها إبراهيم نونو كعضو في المجلس البلدي للمنامة، أول مجلس منتخب في تاريخ البحرين. عام 2000، عُين قريب لها، إبراهيم داوود نونو، كعضو في البرلمان. يعود أصل عائلة نونو للعراق، وانتقلت للبحرين منذ قرن.

## تعيينها كسفيرة في الولايات المتحدة
في الثالث من يوليو، عام 2008، عُينت عزرا كسفيرة لمملكة البحرين في الولايات المتحدة، وهو دور يحمل مسؤولية تجاه التمثيل الدبلوماسي للبحرين في كندا، المكسيك، البرازيل، والأرجنتين. بعض وكالات الإعلام انتقدت قرار التعيين، ونقلت إذاعة كندا أن تعيينها كان محل جدل في البحرين، حيث قال البعض بأن اختيار يهودي للمنصب قد لا يكون الاختيار الأفضل للدفاع عن رفض البحرين للاعتراف بإسرائيل، وهي آراء نفاها آل خليفة.
خلال فترتها كسفيرة، قامت بإجراء عدة تغييرات في السفارة، كتغيير مناسبة الإفطار في رمضان من كونها تجمع ذكوري لتجمع مختلط، مع محاضرات حول الإسلام، كما قدمت الديانات الأخرى من خلال اجتماعات حضر فيها أئمة وحاخامات ورجال دين مسيحيين كضيوف.
انتهت فترتها في نوفمبر 2013م، حيث استُبدلت بالشيخ عبد الله بن محمد آل خليفة، والذي كان يشغل منصب الملحق العسكري للبحرين في واشنطن.